# Zemská tiskárna (Sarajevo)

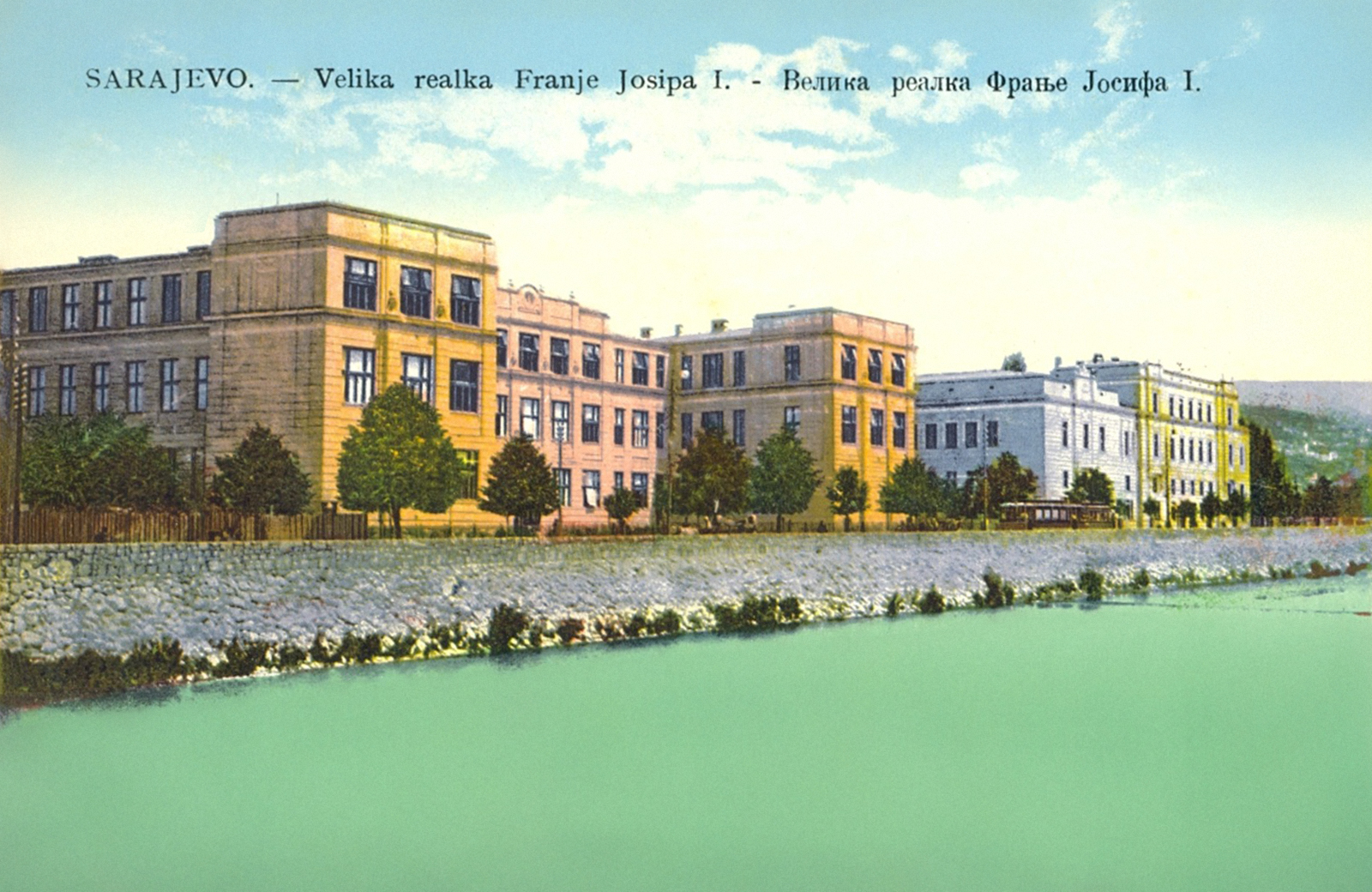
Budova reálky s budovou tiskárny (bílou vpravo) v době nedlouho po dokončení (kolorováno).

Zemská tiskárna (bosensky/srbsky Zemaljska štamparija/Земаљска штампарија) se nachází v hlavním městě Bosny a Hercegoviny. Budova z počátku 20. století sloužila dlouhou dobu jako tiskárna, vznikla podle návrhu českého architekta Karla Paříka v rámci rychlého rozvoje metropole Bosny a Hercegoviny na přelomu 19. a 20. století. Nachází se na nábřeží Obala Kulina Bana.

## Historie
O výstavbě tiskárny bylo rozhodnuto již v roce 1907. Projekt budovy byl velmi rychle schválen, byla na něj vyčleněna suma ve výši cca 220 tisíc tehdejších korun. S výstavbou se počítalo poté, co byla dokončena budova vedlejší Reálky (dnes Gimnazija Obala). Byl vybrán návrh Karla Paříka, který navrhl dvoupatrovou budovu v půdorysu písmene U. Hlavní fasáda byla orientována na nábřeží Miljacky; pro umístění v reprezentativním prostoru nábřeží bylo zvoleno dekorativní pojetí fasády. Rozčlenil ji pomocí rizalitů a historizujících prvků. 
Spolu s Aškenazskou synagogou i v případě Zemské tiskárny nechal Pařík zpevnit vnitřek budovy železnou konstrukcí, díky čemuž mohla mít tiskárna dostatečně velké prostory pro tiskařské stroje. Stavební práce byly realizovány v průběhu roku 1908.
Budova tiskárny byla později přebudována a rozšířena; dokončeno bylo druhé patro a zaniklo tak původní rozčlenění objektu. Tiskárna později patřila bosenskému deníku Oslobođenje.